# دایره گچی
دایرهٔ گچی (灰闌記) یک نمایشنامه چینی منظوم از لی کیانفو است در چهار پرده و یک مقدّمه. این نمایشنامه از شاهکارهای ادبی دودمان یوآن به‌شمار می‌رود.

## اقتباس
معروف‌ترین اقتباس این اثر دایره گچی قفقازی برتولت برشت بوده‌است.

## در فارسی
داریوش آشوری این نمایشنامه را به فارسی ترجمه کرده‌است.